# Giacomo (häst)
Giacomo, född 16 februari 2002, är ett engelskt fullblod, mest känd för att ha segrat i Kentucky Derby (2005).

## Bakgrund
Giacomo var en gråskimmelhingst efter Holy Bull och under Set Them Free (efter Stop The Music). Han föddes upp och ägdes av Mr. & Mrs. Jerome S. Moss. Jerome "Jerry" Moss är även känd som grundare av A&M Records tillsammans med trumpetaren Herb Alpert. Giacomo fick sitt namn efter Stings son. Giacomos mor Set Them Free blev även mor till Tiago. Han tränades under tävlingskarriären av John Shirreffs.
Giacomo tävlade mellan 2004 och 2006, och sprang in 2 537 316 dollar på 16 starter, varav 3 segrar, 2 andraplatser och 5 tredjeplatser. Han tog karriärens största seger i Kentucky Derby (2005). Han segrade även i San Diego Handicap (2006).

## Karriär
Giacomo, som i 2005 års Kentucky Derby reds av Mike E. Smith, segrade på tiden 2:02,75. Till oddset 50–1 är Giacomo tillsammans med Mine That Bird (som segrade i löpet 2009) den fjärde största skrällen i löpets historia. Endast Donerail (91–1, 1913), Rich Strike (80–1, 2022) och Country House (65–1, 2019) har segrat med högre vinnarodds.
Giacomo slutade trea i 2005 års Preakness Stakes bakom favoriten, Afleet Alex. Han slutade sjua i 2005 års Belmont Stakes, återigen bakom favoriten Afleet Alex. Mike E. Smith sa efter löpet att Giacomo hade andningsproblem. Giacomo fortsatte att tävla efter Belmont Stakes. Han slutade bland annat trea i Strub Stakes på Santa Anita Park, och femma i Santa Anita Handicap. Han segrade även i San Diego Handicap den 22 juli 2006.
Trots det faktum att Giacomo bara hade vunnit två stakeslöp, deltog han i Breeders' Cup Classic 2006, där han mötte Lava Man såväl som andra topphästar som Bernardini och Invasor. Giacomo slutade fyra. Efter Breeders' Cup tillkännagavs det att Giacomo avslutar sin tävlingskarriär för att vara uppstallad som avelshingst på Adena Springs i Kentucky.
I november 2015 meddelade Oakhurst Thoroughbreds att Giacomo skulle stallas upp som avelshingst vid deras stuteri i Newberg, Oregon, vilket gör Giacomo till den andra segraren av Kentucky Derby som varit verksam som avelshingst i Oregon (tillsammans med Grindstone).